# Chaptal-Erlass

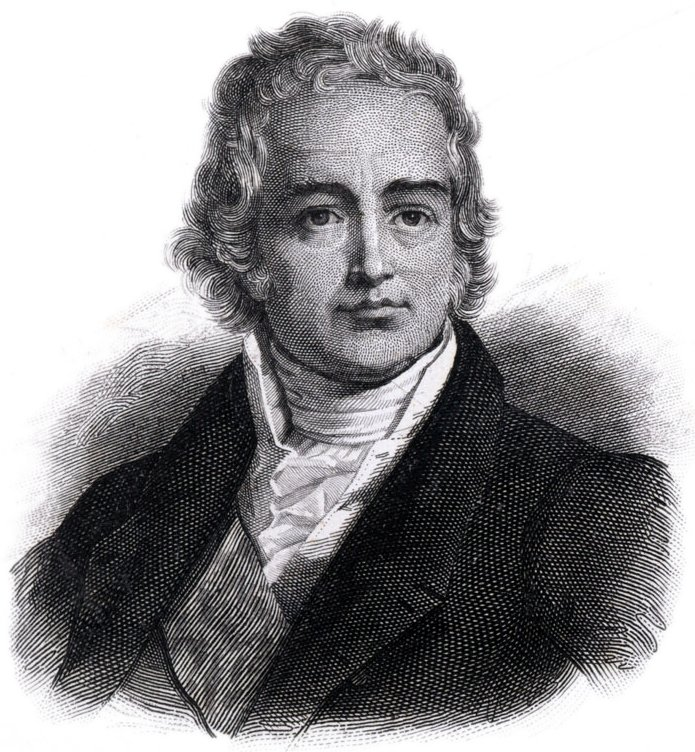
Jean-Antoine Chaptal (1756–1832)

Der Chaptal-Erlass war ein Verwaltungsakt, der zur Gründung der französischen Museen außerhalb von Paris führte.

## Geschichte
Während der französischen Revolution war es zur Beschlagnahme von Kirchenvermögen und von Vermögen ausgewanderter Adelsfamilien gekommen. Im Jahr 1801 wurde offensichtlich, dass die Kulturgüter zu umfangreich waren, um sie allein in Paris aufzubewahren und auszustellen. Napoleon Bonaparte, damals Erster Konsul, forderte Innenminister Jean-Antoine Chaptal in einem Brief, datiert auf den 9. August 1801 (21. Thermidor des Jahres IX) unter anderem auf, die Gebäude der Nationalbibliothek zu verkaufen, um für die Transportkosten der Bibliothèque nationale de France zum Louvre aufzukommen und zum Transfer der Wohnungen aller in der Sorbonne lebenden Künstler.

« Un troisième arrêté pour nommer une commission chargée de choisir les statues et tableaux destinés à la galerie de Paris, et ceux qui seraient envoyés pour les galeries de Lyon, Marseille, Bordeaux, Genève, Nantes, Lille, Bruxelles, Strasbourg, Nancy, Dijon, Toulouse. »

„Ein dritter Erlass zur Nominierung einer Kommission, die beauftragt wird, diejenigen Skulpturen und Gemäldesammlungen zu bestimmen, die für die Galerie von Paris bestimmt sind und jene zu wählen, die für die Galerien von Lyon, Marseille, Bordeaux, Genf, Nantes, Lille, Brüssel, Straßburg, Nancy, Dijon und Toulouse gesendet würden.“

Am 1. September 1803 (damals 14 fructidor des Jahres XI) veröffentlichte die Zeitung Le Moniteur universel den Gründungserlass für den Ausschuss, der die Zusammenstellungen für die oben genannten Städte durchführen sollte, zu denen außerdem Caen, Rouen, Rennes und Mainz gehörten. In Mainz entstand so die Gemäldegalerie, der Grundstock des späteren Landesmuseum Mainz.